# Josef Markwart
Josef Markwart (initialement orthographié Josef Marquart : 9 décembre 1864 à Reichenbach am Heuberg- 4 février 1930 à Berlin) est un historien et orientaliste allemand. Il est spécialisé dans les études turques et iraniennes et dans l'histoire du Moyen-Orient,,.

## Biographie
Il fréquente l'Université de Tübingen en Allemagne, où il étudie la Théologie catholique, puis s'oriente plus tard vers la philologie classique et l'histoire. En 1889, il travaille comme assistant d'Eugen Prym, un écrivain orientaliste. Sa thèse de doctorat Assyriaka des Ktesias est soutenue en 1892. En 1897, il commence à enseigner l'histoire ancienne.
En 1900, il s'installe à Leyde, aux Pays-Bas, et devient conservateur au Museum Volkenkunde (Musée ethnographique).
En 1902, il est nommé professeur assistant de langues de l'Orient chrétien à l'Université de Leyde. En 1912, il s'installe à Berlin et devient professeur titulaire d'études iraniennes et arméniennes à l'Université de Berlin. Il enseigne à Berlin jusqu'à la fin de sa vie, donnant même une conférence à midi le jour de sa mort en 1930.
En 1922, il change son nom de famille de « Marquart » à « Markwart ». L' Encyclopædia Iranica déclare que cela correspond à « sa tendance à utiliser une orthographe idiosyncratique dans ses écrits ».

## Travaux
- Ērānšahr nach der Geographie des Ps. Moïse Xoranacʽi (1901)
- Osteuropäische und ostasiatische Streifzüge (1903, réimprimé en 1961)
- Südarmenien et die Tigrisquellen (1930)
- A catalogue of the provincial capitals of Ērānshahr (publié à titre posthume, 1931)